# Skin (canción)
«Skin» es una canción del cantante estadounidense R. Kelly, lanzada como sencillo promocional de su álbum Twelve Play: Fourth Quarter, el cual era una secuela de su álbum debut 12 Play. Debido a su filtración algunos días antes de su lanzamiento, el álbum finalmente nunca llegó a publicarse de forma oficial, pero sí dos sencillos promocionales del mismo.

## Recepción
La canción tuvo una promoción muy escasa, mucho menor que la que recibió el anterior sencillo promocional, Hair Braider. Finalmente, no llegó a entrar en la Billboard Hot 100, aunque sí a la décima posición en la [[Bubbling Under Hot 100 Singles|Bubbling Under R&B/Hip-Hop Singles]], que actúa como una prolongación de la Billboard Hot R&B/Hip-Hop Songs. La promoción del sencillo se vio también muy afectada por los escándalos de pornografía infantil en los que R. Kelly estaba envuelto en ese momento.